# Тернава (річка)
Терна́ва (Терна́вка) — річка на Поділлі, в межі Кам'янець-Подільського району Хмельницької області. Ліва притока Дністра (басейн Чорного моря).

## Опис

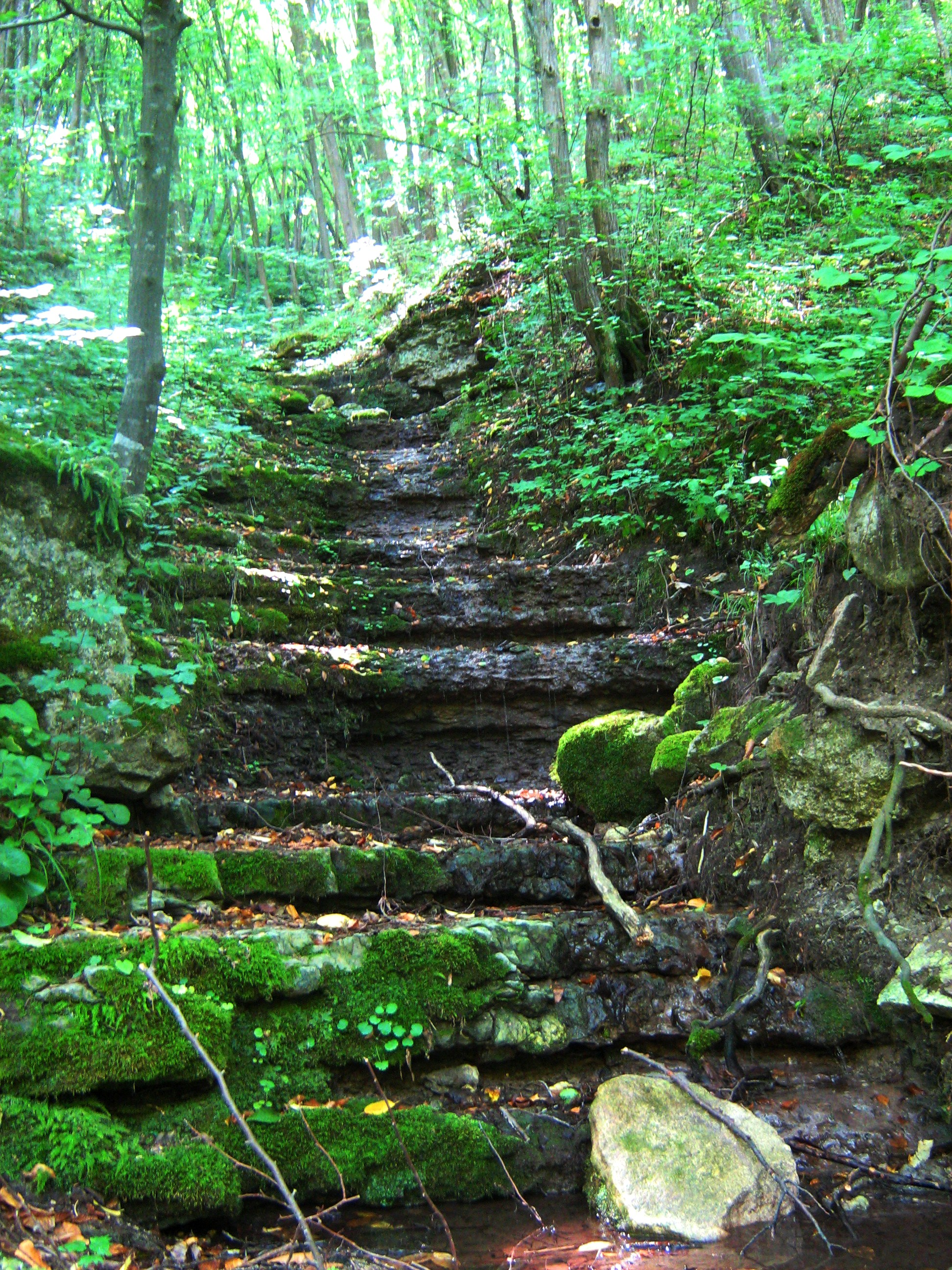
Струмок до Тернави

Довжина 62 км, з них близько 50 км на території Дунаєвецького району. Площа водозбірного басейну 381 км². Похил річки 3,6 м/км. Долина у верхів'ї трапецієподібна, нижче за течією V-подібна. Пливе глибокою (до 130 м), місцями каньйоноподібною долиною. Заплава двостороння, завширшки 60—120 м. Річище у верхів'ї пряме, нижче за течією звивисте, завширшки до 10—15 м, завглибшки до 1,5—1,8 м. Використовується на потреби гідроенергетики, промислові й побутові потреби, рибництво. Споруждено понад 20 ставків, є невеликі ГЕС.

## Розташування
Джерело розташоване південніше села Косогірка. Річка тече спершу на південний схід, нижче міста Дунаївців — на південь (частково на південний захід). Впадає до Дністра на схід від села Врублівці.

## Про назву
Назва річки походить від терену, що ріс на схилах Тернавки. Притокою річки є Гниловодка. За назвою річки назване село Тернавка Кам'янець-Подільського району.

## Населені пункти
Над річкою розташовані такі села, селища та місто, від витоків до гирла: Томашівка, Тернова, Харитонівка, Ганнівка, Заставля, місто Дунаївці, Січинці, Панасівка, Воробіївка, Кривчик, Гута-Блищанівська, Тернавка, Гелетина, Суржинці, Фурманівка, Китайгород, Врублівці.

## Притоки
- Річка без назви - права притока. Бере початок на північно-західній околиці села Чаньків на південних схилах безіменної гори (342,9 м)[2]. Тече переважно на південний схід і у селі Воробіївка впадає у річку Тернаву, ліву притоку Дністра. Довжина річки 11 км, площа басейну водозбору 27,2 км²[3].

## Галерея

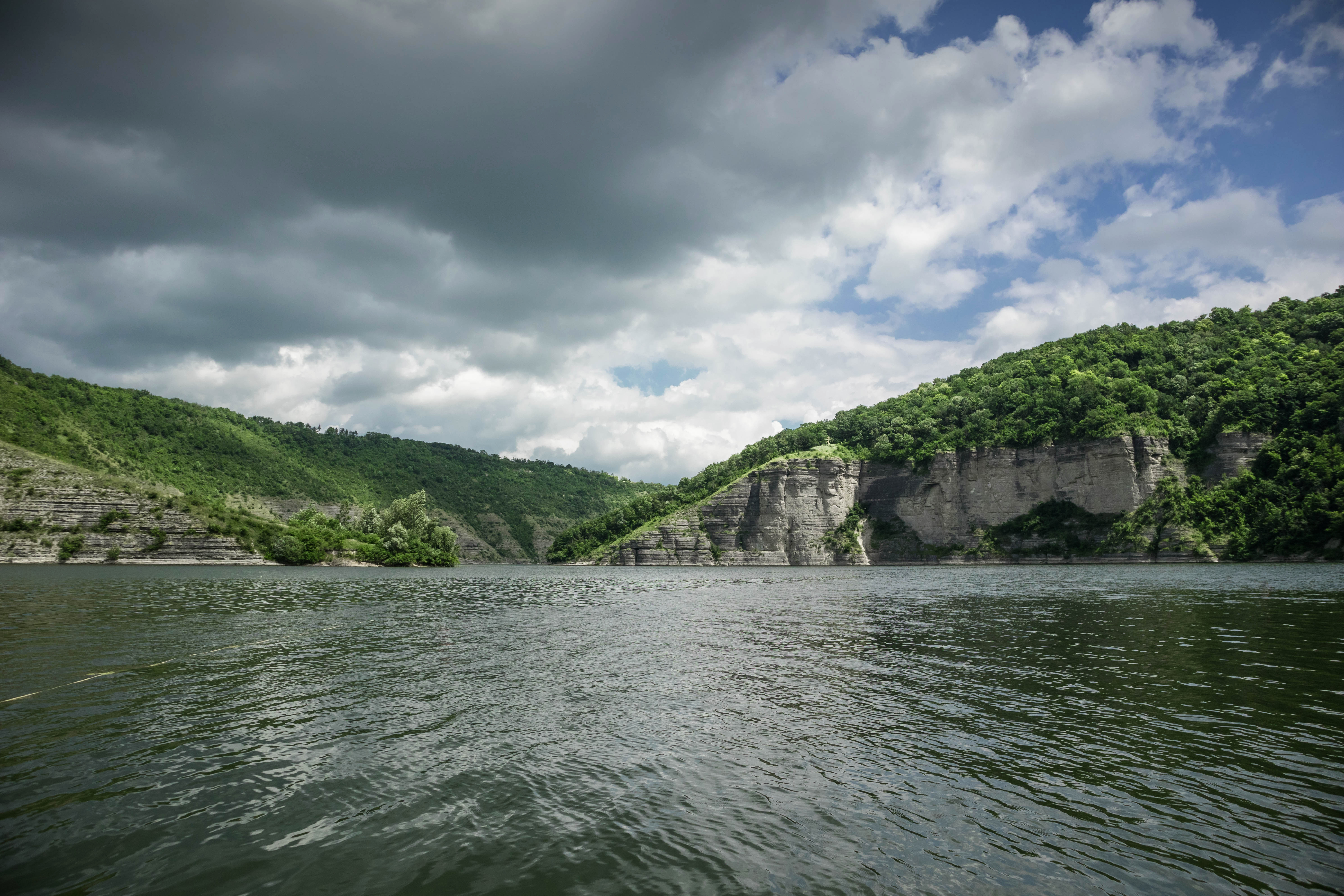
Вид на устя р. Тернава при впадінні в Дністер
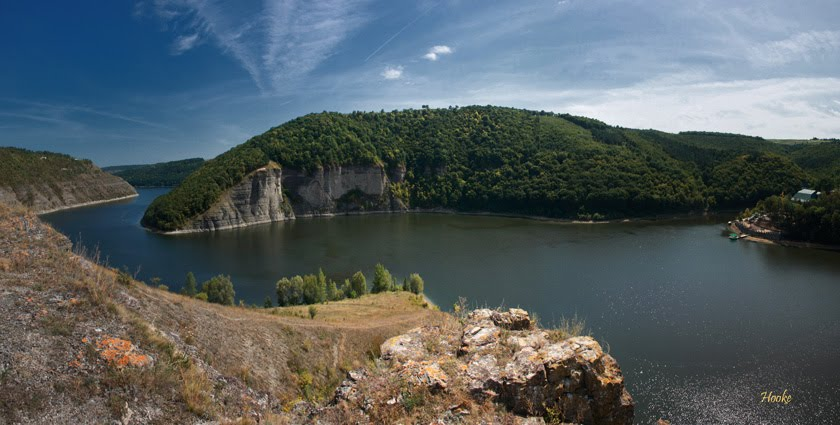
Гирло Тернави
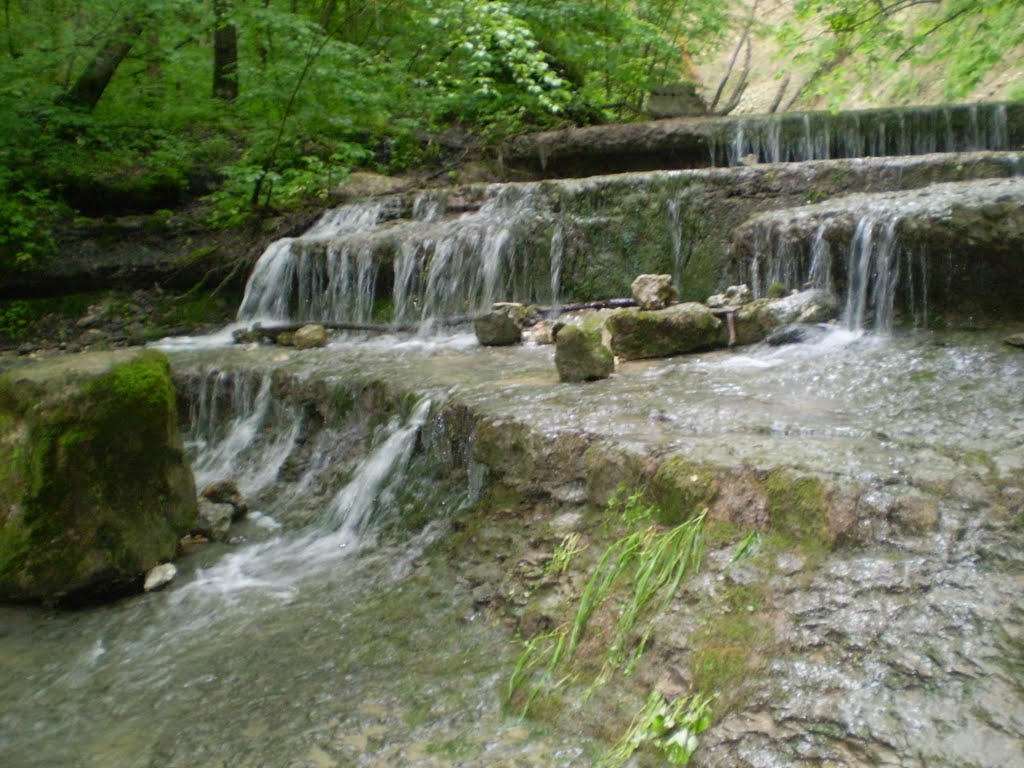
Водоспад
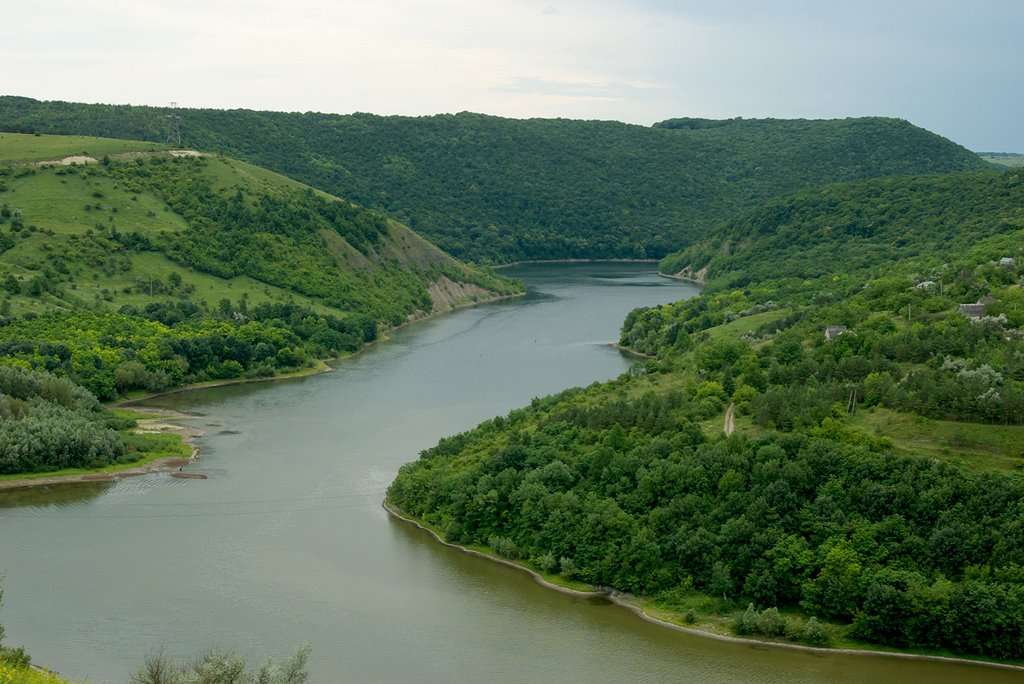
Тернава біля с. Китайгород
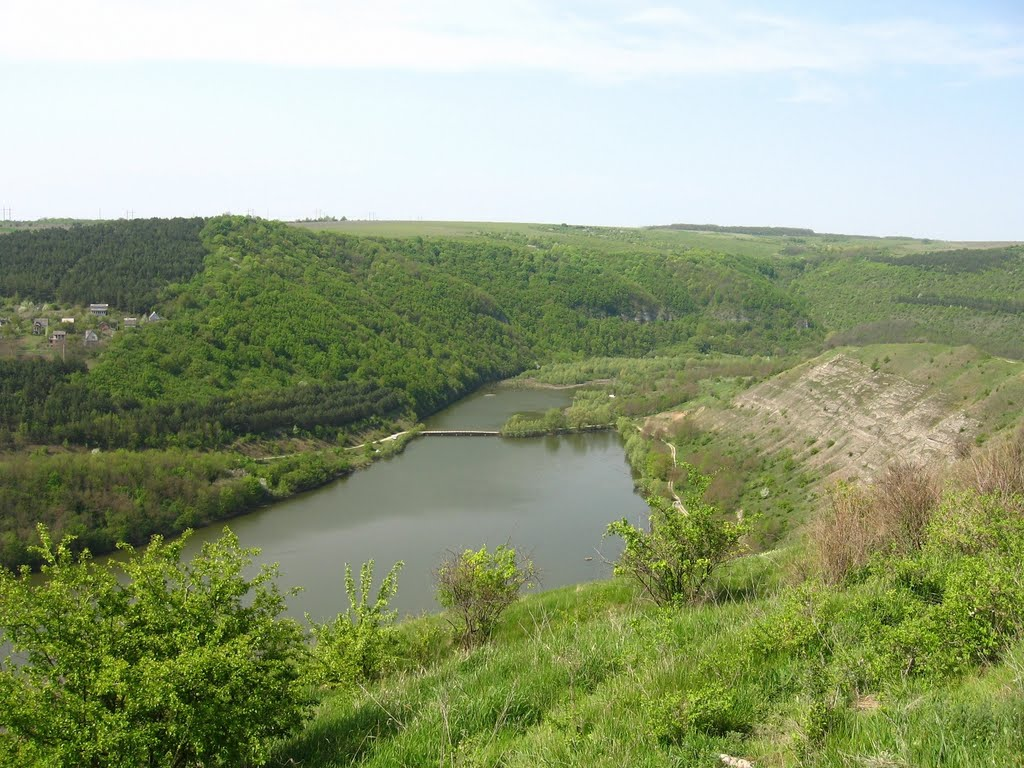
Міст через Тернаву